# Müll (Roman)
Müll ist der neunte Band der Brenner-Krimis des österreichischen Autors Wolf Haas. Der im März 2022 erschienene Roman eroberte auf Anhieb Platz 1 diverser Belletristik-Bestsellerlisten im deutschsprachigen Raum. Auch die Feuilletonkritik urteilte einhellig positiv und lenkte ihr besonderes Augenmerk auf das Lesevergnügen, das der unverwechselbare „Brenner-Sound“ erneut bereite.

## Inhalt

### Handlungskern

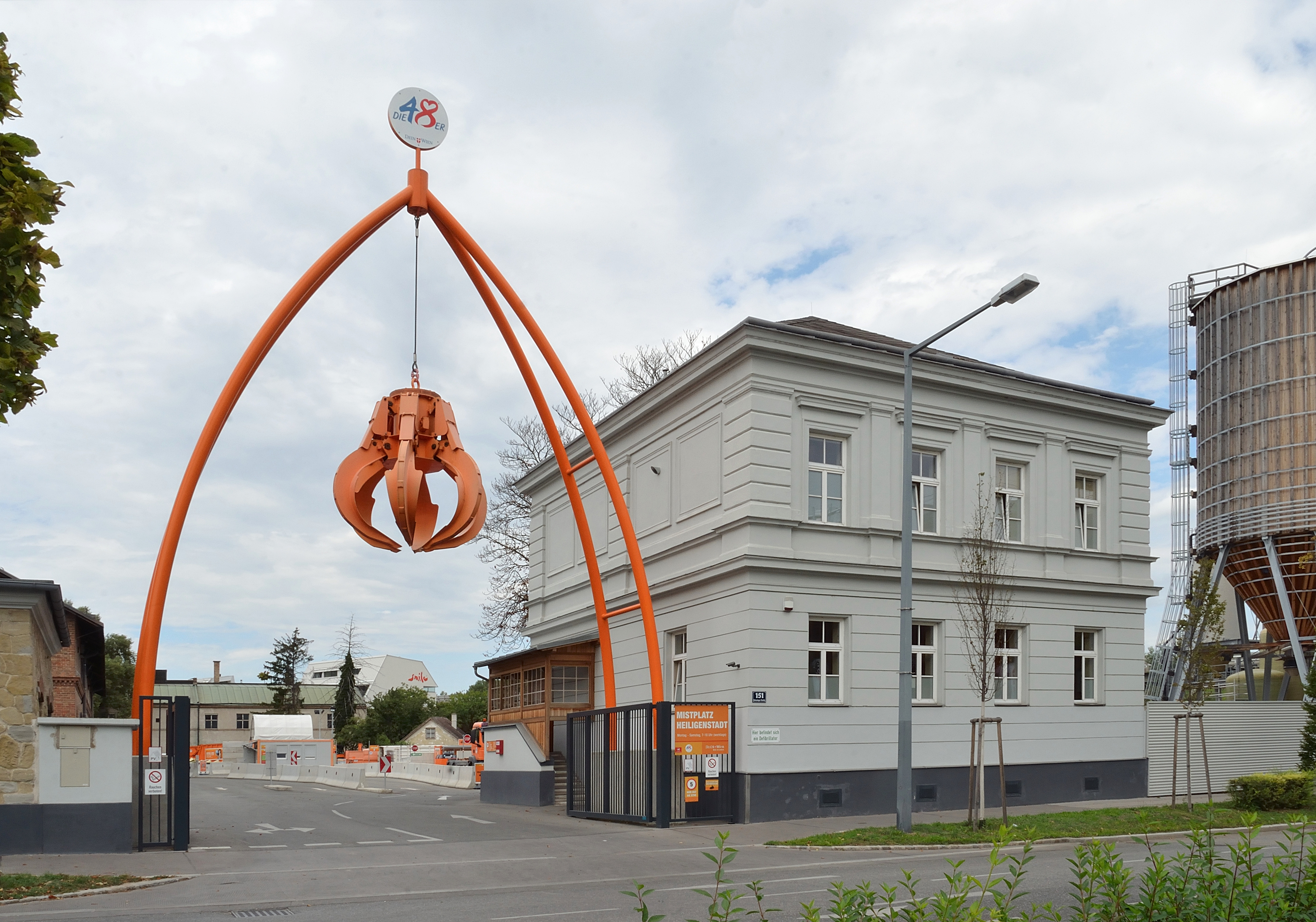
Mistplatz Heiligenstadt in Wien, Eingangsportal

Auf einem Wiener „Mistplatz“ (Recyclinghof) findet man, fein säuberlich getrennt in verschiedenen Wertstoff-Containern, Körperteile der Leiche eines Mannes. Die Polizei erkennt in einem der „Mistler“ den Ex-Kollegen Brenner wieder und bezieht ihn in die Aufklärung ein. Die Identität des Toten wird rasch ermittelt. Alles deutet auf eine Beziehungstat: Das noch fehlende Herz des Opfers taucht Tage später in der Tiefkühltruhe seiner Geliebten auf, nebst einer handschriftlichen Botschaft seiner flüchtigen Ehefrau. Während die Polizei nach ihr fahndet, verschiebt sich Brenners Fokus allmählich auf kriminelle Machenschaften in einem ganz anderen Bereich der „Abfallwirtschaft“: dem Organhandel. Der Showdown kulminiert am deutschen Chiemsee, wo das Gros der Hauptfiguren aufeinanderprallt, und enthüllt nebenbei ein weit zurückreichendes Familiengeheimnis.

### Themen
Die Zerteilung und Wiederverwertung von „Mensch und Material“, die der Roman unter dem Titel Müll zusammenführt, lässt einen kritischen Blick in zivilisatorische Abgründe erwarten. Haas tut dies mit der ihm eigenen ironischen Distanz. Das „Abgründige“ sei nichts, was er suche, „sondern etwas, das einfach da ist“, und Humor „das Einzige, was dagegen hilft“. So bemerkt er zum Thema Organhandel, der Mensch sehe sich gern „als etwas Ganzes“, während sich die Organmedizin nur für die Einzelteile seines „Materiallagers“ interessiere. Um die Machenschaften der in diesem Kontext entstandenen Mafia gehe es ihm weniger. Ein sie begünstigender Umstand spielt allerdings eine nicht unwichtige Rolle im Roman: die Tatsache, dass die Organentnahme (zum Zweck der -spende) in benachbarten Ländern unterschiedlich geregelt sein kann. So ist sie in Österreich erlaubt, wenn nicht widersprochen, in Deutschland hingegen nur dann, wenn aktiv zugestimmt worden ist.
Ironisch auch Haas’ Kommentar zum Thema Wegwerfgesellschaft. Als Konsument kaufe man vieles in der Hoffnung, dass es einen „zufriedener“ mache, bemerke jedoch später, dass wirkliche Zufriedenheit sich erst dann einstelle, wenn man sich von dem Erworbenen wieder trennt. Das sei auch seine persönliche Erfahrung; auf einem gut sortierten Wertstoffhof habe er sich stets wohl gefühlt. Irgendwann habe er begonnen, über Menschen zu schreiben, die diesen Ort häufiger aufsuchen, die Erstfassung jedoch zu Gunsten eines Brenner-Krimis verworfen, als er gewahr wurde, dass der ihm wohlvertraute Protagonist gut in diese Welt passen würde.

### Hauptfiguren
Simon Brenner agiert auch im neunten Band der Serie als Hauptfigur. Darin gehört der Ex-Polizist und -Detektiv zum Personal des besagten Recyclinghofes. Einer der beiden ermittelnden Kommissare, Kopf, erkennt in ihm seinen früheren Ausbilder wieder, dem er einst mit Hochachtung begegnet war und den er jetzt um Rat fragt, zunächst im Lokal, später in seiner Wohnung. Brenner, mit prekären Lebensverhältnissen vertraut, hat keine feste Bleibe mehr, hatte sich zuvor in wechselnden Domizilen eingenistet, wo Bewohner längerfristig abwesend waren, und schlüpft nun bei Kopf unter. Dadurch ist er über den aktuellen Stand der Untersuchungen auf dem Laufenden, wird in den Fall hineingezogen, ermittelt auf eigene Faust und ist der Polizei oft um eine Nasenlänge voraus.
Die zweite Hauptfigur ist Brenners Pendant, der namen- und quasi körperlose Ich-Erzähler, der zugleich als allwissender Erzähler fungiert. Ohne aktiv einzugreifen, ist er äußerst präsent und alles andere als neutral. Zwar lässt er den handelnden Figuren genügend Raum, ihr eigenes Profil zu gewinnen, mischt sich aber gern und oft ein, bricht die Sicht auf sie und das Geschehen,  spricht den Leser direkt an, zwingt ihn auf Um- und Abwege, unterhält und überrascht ihn. Er spiegelt die Sprachlust seines Autors, wird zum Träger eines unverwechselbaren, schon als „Haasisch“ bezeichneten „Sounds“, ohne dass der Eindruck entsteht, er sei dessen Sprachrohr. Als Figur ließ ihn der Autor im sechsten Band sterben (mit dem Beschluss, die Serie zu beenden), im nachfolgenden aber dann doch quasi wiederauferstehen, reduziert auf sein markantestes Charakteristikum, sein nicht totzukriegendes „Maul“, worin sich zugleich der auffälligste Kontrast zum „maulfaulen“ Brenner zeigt.
Beide Figuren sind festes Stammpersonal der Brenner-Krimis, alle anderen in der Regel neu. Die wichtigste neue Hauptfigur in Müll ist der Chef des Transportunternehmens Tobias, den man allgemein auch für „(Herrn) Tobias“ hält, der aber eigentlich Otto Baier heißt. Er ist der Bruder der Tatverdächtigen, deren Tochter Iris die Organmafia für den Tod ihres Vaters verantwortlich macht. Damit liegt sie im konkreten Fall falsch, bei einem weiteren Toten aber richtig. In den Organhandel verwickelt ist ihr Onkel „Tobias“. Er gibt sich als leicht unbedarfter, biederer Kauz. Mit dem Ich-Erzähler teilt er den Hang zum Schwadronieren, mit Brenner die Kunst des Schönredens und -rechnens von rechtswidrigem Handeln. Gegenüber seinem Fahrer, der ihm, gewollt oder zufällig, auf die Schliche gekommen ist, behauptet er ja, es gehe ihm nicht um das (pro Organ) in fünf- bis sechsstelliger Höhe kassierte Geld, sondern darum, seine Schuld am frühen Tod seines Sohns Tobias durch „gerettetes Leben“ wettzumachen. Die kriminelle Energie, die er an den Tag legt, um seine Enttarnung zu verhindern, wirft eher die Frage auf, ob er sie nicht schon früher eingesetzt hat, um gewünschte Organe herbeizuschaffen.

## Form

### Sprache
„Wolf Haas' Krimis haben vor allem eine Heldin – die Sprache“, befindet eine Kritikerin zu Beginn eines Interviews mit dem Autor. Ihr Urteil entspricht auch dem Tenor anderer Rezensionen zu Müll. Was das Besondere des „Brenner-Sounds“ ausmacht, versucht jede auf ihre Weise sprachlich auf den Punkt zu bringen. Teils nähert man sich durch detaillierte Aufzählungen an: „Lauter unvollendete Halbsätze, grammatikalische Kühnheiten, Austriazismen, Einschübe, Verrenkungen, unnachahmliche Satzgefüge, die kunstvoll ineinander verschränkt sind.“ Teils formuliert man summarische Urteile: „eine der irrwitzigsten Erzählperspektiven der literarischen Hochkomik“ oder „die singuläre, hochstilisierte Kunstform ‚Haasisch‘“. Angeregt fühlen sich alle, in einem Fall speziell dadurch, dass die Lektüre dazu animiere, herauszufinden, wie die „Maschinerie“ des Krimis auf sprachlicher Ebene funktioniert.
Wolf Haas trägt selbst zur Erhellung des Phänomens bei. Auf die Frage, ob er zur Erzeugung des „Brenner-Sounds“ seine eigenen Krimis wiederlese, erklärt er: „Eigentlich muss ich mir nur diesen beflissenen Erzähler vorstellen, dann entsteht automatisch dieser Tonfall.“ Im gleichen Interview bekundet er auch, er wolle in jedem Fall sich selbst unterhalten und: „Das Schreiben macht mir nur Spaß, wenn ich nicht ganz sicher bin, ob ich mich nicht schon zu weit aus dem Fenster lehne.“ In einem weiteren Interview benennt er drei Polaritäten, die er gezielt aufbaue, um sich in einem sprachlichen Spannungsfeld zu bewegen: die zwischen dem dauererregten Erzähler und dem „maulfaulen“ Brenner, die zwischen Künstlichkeit und vorgetäuschter Natürlichkeit (durch Gebrauch der Sprechsprache), sowie die zwischen Pflicht (in einem Krimi einen Plot liefern zu müssen) und Neigung (formal alle Freiheiten probieren zu dürfen).

### Motiv und Legende
Das zentrale literarische Motiv des Romans wird im Titel gebündelt und im Text entfaltet. Es geht um Trennen im Sinne von Zerteilen, um Sich-Trennen im Sinne von Entsorgen sowie um deren Pendant, das Wiederverwerten, Recyceln.
Der Aspekt, der in der Erstfassung des Textes im Fokus stand, klingt in Müll noch nach: Leute zu porträtieren, die aus den verschiedensten Gründen Wertstoffhöfe aufsuchen. Zu ihnen gehört der Typus Mann, der aus Renommiersucht gegenüber seinesgleichen die neuesten elektronischen Geräte erwirbt, die er oder seine darüber wütende Frau dann oft genug als teuren Elektroschrott auf der Müllhalde landen lassen, oder der ebenfalls männliche Geizhals, der Frau und Tochter zu regelmäßigen „Ausflügen“ dorthin nötigt, nur um eine Mülltonne vor dem Haus zu sparen, und schließlich die unmittelbar darunter Leidenden, die aus Protest dagegen eine Kaufsucht entwickeln, von der sie sich später zu befreien versuchen, indem sie Stück für Stück wieder entsorgen und jeden Akt mit einem geposteten Selfie beglaubigen.
Der Roman beginnt mit einem extrem ungewöhnlichen Akt gleichzeitiger Entsorgung von gegenständlichem und menschlichem „Müll“. Scheinbar ein Mordfall. Ein Irrtum, wie sich bald darauf erweist. Noch dazu stirbt die vermeintliche Täterin, bevor man ihrer habhaft wird, sodass einiges unaufgeklärt bleiben muss. Dennoch greift Haas den Fall noch einmal auf, indem er ihn in einer makaber-komischen Szene spiegelt: Brenner, in fremder Wohnung untergeschlüpft, wird im Schlaf von der überraschend zurückkehrenden Frau des Hauses bewusstlos geschlagen und ans Bett gefesselt; erwacht, verfolgt er, wie die Frau die Sachen ihres Gatten (den sie gewillt ist, vor die Tür zu setzen) in Umzugskartons wirft, und muss befürchten, dass ihre „aufgestaute Ehewut“ sich nun an ihm entlädt und ihn das gleiche Schicksal ereilt wie jenen Mann, dessen Einzelteile die Mistler in den diversen Containern vorgefunden hatten.
Der Roman erzählt auch von eher herkömmlichen Trennungen zweier Menschen. Beziehungen werden einseitig aufgekündigt – so abrupt, als entledige man sich eines lästig gewordenen Dings. Auch hier geht die Initiative von den Frauen aus. Allerdings trifft es keine Unschuldigen. Anlässe sind ein entdeckter Seitensprung oder auch permanente Bevormundung. Brenner, selbst Betroffener, macht aus der Not eine Tugend und nistet sich provisorisch dort ein, wo Wohnungen zeitweilig leerstehen. „Tugend“ deshalb, weil er, laut Erzähler, zwar ein Einbrecher sei, aber kein Schaden verursachender, eher sogar ein Werte erhaltender, in jedem Fall einer, der vorhandene Ressourcen besser nutzt – ein wichtiger Aspekt des Recycling.
Eine der bedeutenden Errungenschaften der modernen Medizin, die Organtransplantation, könnte gar nicht existieren ohne Zugriffsmöglichkeit auf vorhandene natürliche Ressourcen. Daraus erwachsende Probleme bringt der Roman zur Sprache, diskutiert sie aber auf eher spielerisch-ironische Weise. Ambitioniert ist er allerdings in der Ausformung des literarischen Motivs. Die Namensgebung spielt ebenso eine Rolle wie der auffällige Gebrauch von Redewendungen, die Körperteile enthalten (z. B. bei Kommissar Kopf, den man gelegentlich damit aufzieht, „aus dem Bauch heraus“ entschieden zu haben, wobei der Erzähler einmal anmerkt, dass es eigentlich eher Brenner ist, der sich von seiner Intuition leiten lässt).

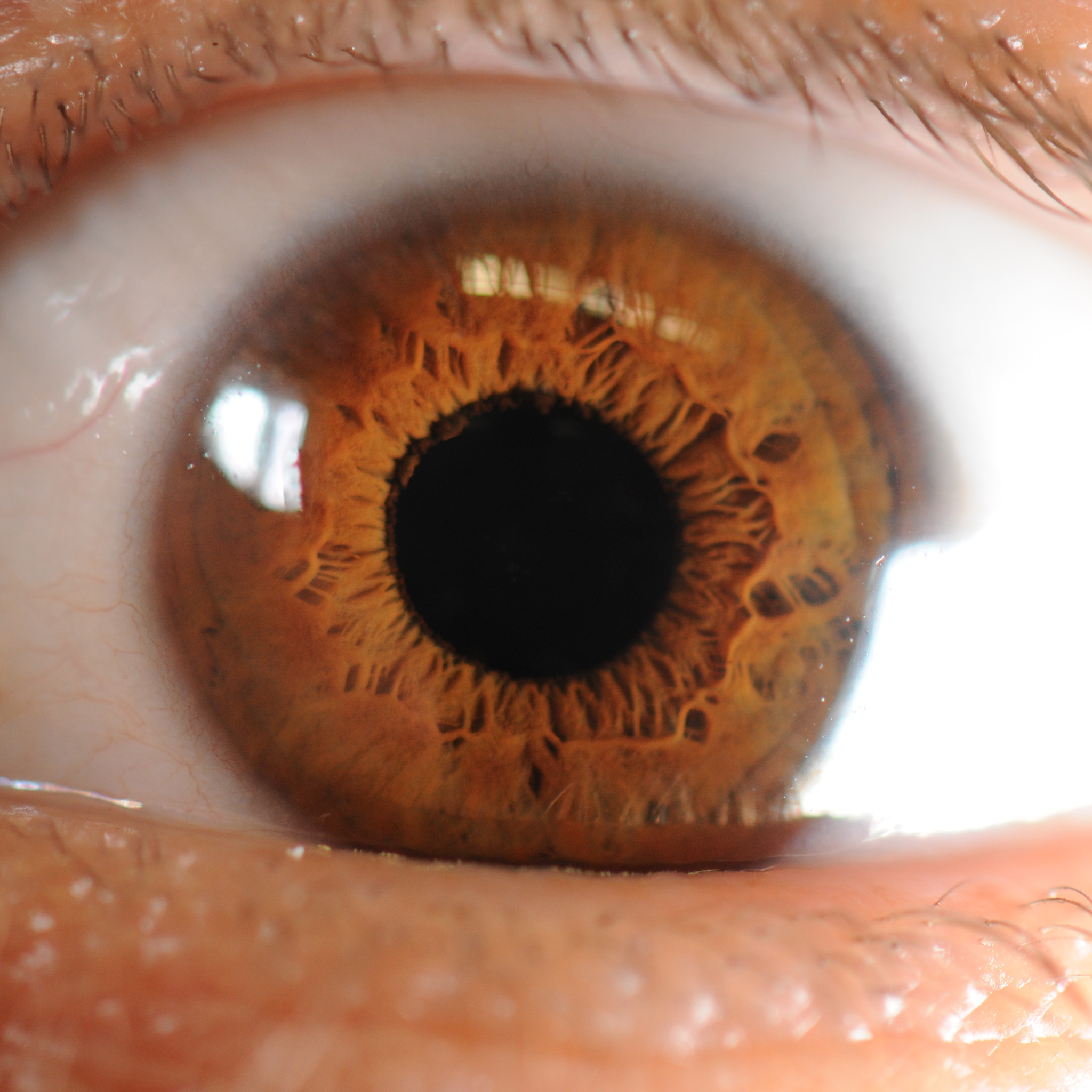
Braune Iris eines menschlichen Auges

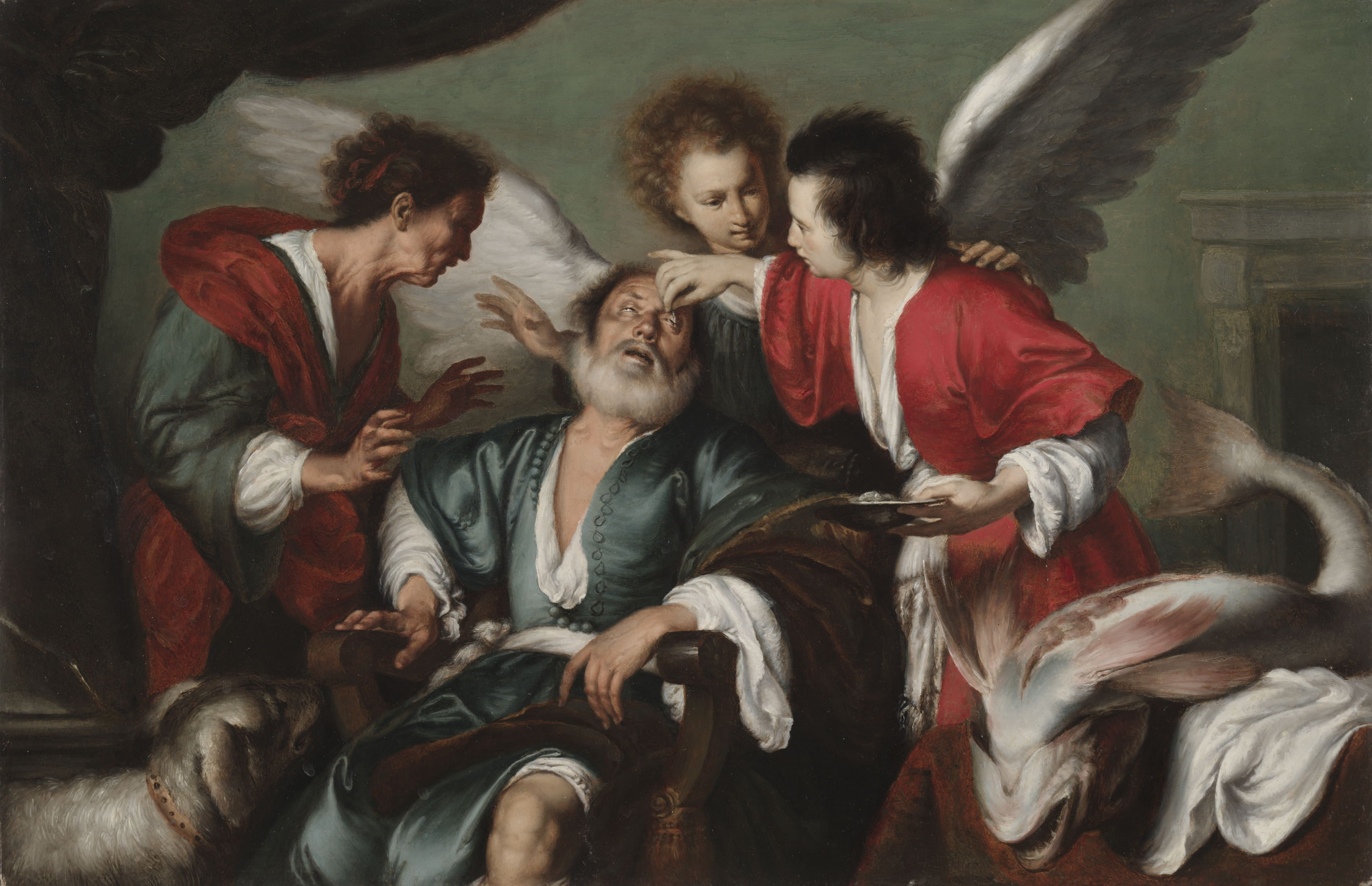
Tobias heilt seinen blinden Vater Tobit. Gemälde von Bernardo Strozzi

Unübersehbar die Häufung der Handicaps von Sinnesorganen. So ist der Mistler Schmid nahezu taub, kompensiert dies aber durch die Kunst des Lippenlesens und bringt damit den Hobby-Ermittler Brenner entscheidend voran. „Tobias“ wiederum nutzt seine stark verminderte Sehkraft als Teil seiner Taktik, insgesamt eher limitiert zu erscheinen. Eine dritte Figur schließlich litt bei Geburt an der gleichen Erbkrankheit wie er, erfährt dies aber erst im Laufe der Handlung: Seine Nichte Iris erhielt ihren („sprechenden“) Namen in der Hoffnung, dies könne Glück bringen, was sich nicht erfüllte; erst die dritte Transplantation einer Iris gelang bei der Dreijährigen; es war die ihres tödlich verunglückten Cousins, ermöglicht nur durch die Zustimmung seiner Tante (d. h. Iris’ Mutter), wogegen „Tobias“ später gerichtlich vorging, ohne Erfolg. Es kam zum Zerwürfnis zwischen den Geschwistern, über das Familiengeheimnis schwieg man sich aus.
Tobias ist ebenfalls ein sprechender Name. Otto Baier hat ihn zwei Mal mit Bedacht gewählt. Seinen Sohn nannte er so wegen der Bedeutung des Namens („Der Herr ist gütig“), vor allem aber wegen der biblischen Legende, die davon erzählt, wie Tobias seinen erblindeten Vater Tobit heilt. Dass er später sein Unternehmen auch so nennt, lässt sich deuten als Wunsch, die Erinnerung wachzuhalten samt seiner persönlichen Schuld, und zugleich als Kalkül: Wenn er selbst mit diesem Namen identifiziert wird, was die Regel ist, kann er sich wie der Tobias der Legende fühlen, wie ein „Heilender“ also. Für alle Fälle hat er aber auch eine sachliche Auskunft parat, wenn gefragt wird, was hinter dem Firmennamen stecke: Er ergibt sich aus den Anfangsbuchstaben von Transporte-Otto-Baier-Innsbruck-Aschau-Salzburg.
Im Showdown verknüpft Haas die beiden Wiederverwertungsfelder in einem eindrücklichen Bild. Nachdem er beiläufig das Wissen des Lesers über die Iris aufgefrischt hat (nicht die Netz-, sondern die Regenbogenhaut des Auges), schickt er Brenner mit einem vollbeladenen Altglaslaster auf eine Verfolgungsjagd, die einen weiteren Mord verhindern soll, und dieser Laster, mit einem anderen Fahrer an Bord, landet spektakulär im Chiemsee, wo er, einem Walfisch gleich, langsam sinkt, während seine Fracht den See überschwemmt, sodass die Leute tagelang davon schwärmen, „wie der untergehende Walfisch immer mehr und noch mehr von dieser glitzernden Fontäne über den See gegossen hat, in dem sich das Sonnenlicht gebrochen hat, Regenbogen nichts dagegen.“
Schließt sich mit diesem Bild ein noch offener erzählerischer Bogen zum Prolog, lässt Haas im nachfolgenden letzten Kapitel, einer Art Epilog, das literarische Motiv noch einmal auf überraschende Weise anklingen und bereitet dem Leser, der auch seine abseitigen Wege mitgeht, Lektürevergnügen durch Wiedererkennen. Dabei handelt es sich um eine der eher skurrilen Weisheiten des „Tobias“, die er auf die Frage, ob es in seiner Branche nicht auf die Sekunde ankomme, von sich gibt: „Die Minute ist wichtig, aber die Sekunde geht oft nach hinten los.“ Diese merkt sich der gemeinsam mit Kopf ermittelnde Kommissar, Savic (vom Typus junger korrekter Karrierist), und punktet damit bei einem Bewerbungsgespräch entscheidend, haben doch seine Vorgesetzten – anders als der Leser – davon „noch nie gehört“. Der Ich-Erzähler schließt: „Und da sieht man es wieder einmal, sogar das Credo von einem Mörder kann man recyceln und bei der Polizei wiederverwenden.“

## Urteile
„Die literarische Leistung des Haas’schen Universums zeigt sich vielleicht am ehesten im Kontrast zum „skandinavischen“ Thrillerunwesen: Während dieses gerne durch bestialisch-sadistisches Ausweiden und Abschlachten zu seinen Leichenteilen kommt und mittels abstruser Körperdekorationen schwerblütig Bedeutung erzeugen will, bewegt man sich bei Haas wieder zwischen aberwitzigen, Lachanfällen erzeugenden Abgründen und Grotesken, die den sogenannten guten Geschmack noch nicht einmal ignorieren.“

„Gewiss, man kann diese Bücher als gesellschaftskritische schwarze Komödien lesen. Brenner agiert da als ein Außenseiter, der mit spätkapitalistischen Bräuchen nichts im Sinn hat, ja sich im Lauf der Zeit davon immer stärker absentiert. Sein Widerwille, im Mehr-Schein-als-Sein-Spiel mitzumachen, ist gewachsen – derart, dass er sich nicht einmal mehr mit einer eigenen Wohnung belasten will. Er sucht nach kurzfristig leerstehenden Domizilen, die sich als Unterschlupf eignen. Es sieht so aus, als würde sich Simon Brenner mehr und mehr verflüchtigen, als würde uns Wolf Haas sanft darauf vorbereiten, dass sich sein Held ohne feste Anschrift irgendwann in Luft auflöst.“

„Man lernt da eine Lebenshaltung einüben – einen humorgesättigten Stoizismus.“

## Ausgaben
- Wolf Haas: Müll. Hoffmann und Campe, Hamburg 2022, ISBN 978-3-455-01430-3.